# Distretto di Tiruvarur
Il distretto di Tiruvarur è un distretto del Tamil Nadu, in India, di 1 165 213 abitanti. Il suo capoluogo è Tiruvarur.